# Veljko Vlahović
Pour les articles homonymes, voir Vlahovic.
Veljko Vlahović (en cyrillique : Вељко Влаховић), né le 2 septembre 1914 à Trmanje près de Podgorica et mort le 7 mars 1975 à Genève, est un homme politique et journaliste yougoslave d'origine monténégrine. 

## Biographie
Veljko Vlahović devint membre du Parti communiste de Yougoslavie en 1935 et participa à la Guerre d'Espagne et, pendant la Seconde Guerre mondiale, à la guerre de résistance dans les rangs des Partisans de Josip Broz Tito. 
Il a été rédacteur en chef du journal Borba et, en tant qu'idéologue, il a contribué à définir la doctrine du titisme. 

## Hommages
Il est enterré dans l'Allée des citoyens méritants du Nouveau cimetière de Belgrade.

## Distinctions
Il a reçu de nombreuses distinctions, dont la plus élevée de la République fédérative socialiste de Yougoslavie : l'ordre de l'Étoile de Yougoslavie. Il a reçu le titre de Héros national de la Yougoslavie le 27 novembre 1953.